# Cryptocanthon lobipygus
Cryptocanthon lobipygus là một loài bọ cánh cứng trong họ Bọ hung (Scarabaeidae).